# 余像
数学の代数学において、ある種の代数系における準同型写像
f: A → B
の余像（よぞう、英: coimage）とは、定義域と核の商
coim f = A/ker f
のことを言う。その代数系において第一同型定理が成り立つならば、定理に言うところの同型写像
{\displaystyle \operatorname {coim} f\simeq \operatorname {im} f}
によって余像と像とは自然同型（canonical isomorphism）である。
より一般に、圏論において、射の余像とは射の像の双対概念である。f : X → Y とするとき、f の余像は（存在するならば）次を満たす全射 c : X → C を言う：
1. f = fcc であるような写像 fc : C → Y が存在する；
2. f = fzz であるような写像 fz : Z → Y が存在する任意の全射 z : X → Z に対し、c = πz および fz = fcπ のいずれも成立するような唯一つの写像 π : Z → C が存在する。